# Las Junturas
Las Junturas är en ort i Argentina.   Den ligger i provinsen Córdoba, i den centrala delen av landet, 600 km nordväst om huvudstaden Buenos Aires. Las Junturas ligger 238 meter över havet och antalet invånare är 1 541.
Terrängen runt Las Junturas är platt, och sluttar österut. Runt Las Junturas är det ganska glesbefolkat, med 21 invånare per kvadratkilometer.. Det finns inga andra samhällen i närheten.
Trakten runt Las Junturas består till största delen av jordbruksmark.